# Kravis Center W.Palm Beach

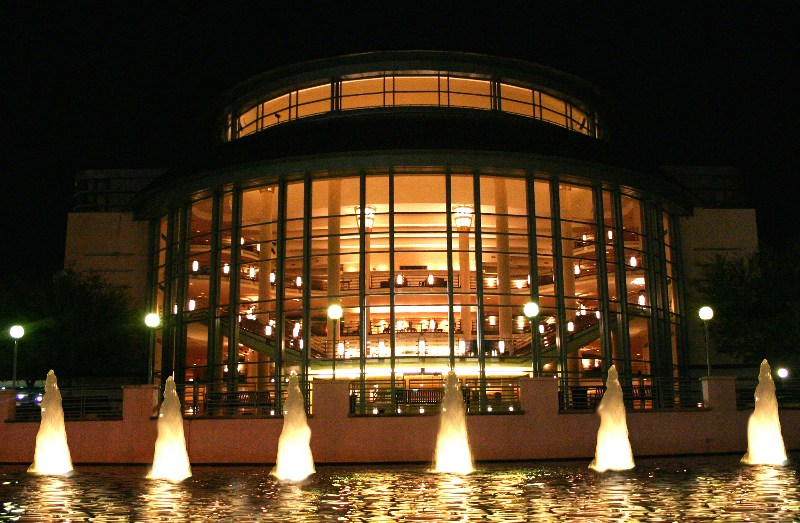
Exterior del Kravis de noche.

El Kravis Center for the Performing Arts es el centro de artes escénicas de West Palm Beach y Palm Beach en Florida. 
Inaugurado en 1992, se realizan cada año más de 800 eventos artísticos con una asistencia anual de aproximadamente 400.000 personas.
Se levanta en la zona más alta de la ciudad, siendo su sala principal - la Alexander W. Dreyfoos, Jr. Concert Hall - un teatro de ópera, ballet y conciertos capaz de albergar a 2193 espectadores.
Cuenta además con un teatro de experimentación con capacidad para 300 personas, el Rinker Playhouse y un anfiteatro al aire libre, el Gosman Amphitheater para 1400. 
Sirve de sede de la Palm Beach Opera como de las actuaciones del Miami City Ballet, las series de Broadway y Pops y otras.